# Jaime Casagrande
Jaime Casagrande (Urussanga, 18 de agosto de 1949 — São José, 29 de outubro de 2013) foi um futebolista brasileiro e um dos maiores ídolos da história do Figueirense. Ele vestiu a camisa do Figueira em 430 oportunidades entre os anos de 1973 e 1982.

## Títulos
Figueirense
- Campeonato Catarinense: 1974